# Breitblättrige Glucke
Die Breitblättrige Glucke (Sparassis brevipes, Syn.: S. laminosa, S. nemecii), auch Eichen-Glucke, Tannen-Glucke oder Bärenschädel genannt, ist eine Pilzart aus der Familie der Gluckenverwandten (Sparassidaceae).

## Merkmale
Der Fruchtkörper erreicht einen Durchmesser von 20–40 cm und eine Höhe von 25 cm. Er besitzt eine abgeflacht kugelige Form und zahlreiche Verzweigungen. Die Zweige sind weißlich-strohgelb, fächerförmig angeordnet und sehr breit abgeflacht oder  wellig, aufgerichtet und kaum gekröseartig gewunden. Der Stiel ist kompakt, fleischig sowie „verwurzelt“ nahe der Stammbasis des Wirtsbaums. Das Fleisch ist zählich und weiß. Die breit elliptischen Sporen messen 4–5 × 3 Mikrometer.

## Artabgrenzung
Die Breitblättrige Glucke ist der klassische Doppelgänger der bekannteren Krausen Glucke (Sparassis crispa). Diese hat jedoch stärker kraus gewundene, ungezonte Verzweigungen, die ihr ein Badeschwamm-ähnliches Aussehen verleihen.

## Ökologie
Das Myzel der Breitblättrigen Glucke lebt als Wurzelparasit vor allem in Buchen-Tannen-Wäldern oder Eichen-Hainbuchen-Wäldern zu finden. Die Eichen-Glucke ist vor allem am Fuß von Weiß-Tannen sowie manchmal von Eichen und Fichten zu finden. Die Fruchtkörper erscheinen von September bis November, im Süden Deutschlands bereits ab Ende Juli und etwas reichlicher im August.

## Verbreitung
Die Breitblättrige Glucke ist nur in Europa verbreitet und findet sich in Frankreich, Großbritannien, Deutschland, Österreich, Tschechien und Schweden. Der Pilz wird als „stark gefährdet“ angesehen und zählt zur Kategorie G2. In Deutschland liegt das Hauptverbreitungsgebiet in Baden-Württemberg und Bayern. Ansonsten sind die Vorkommen verstreut bis selten; in Norddeutschland gibt es kaum Vorkommen. Sie sind bis in eine Höhe von 1000 m über dem Meeresspiegel anzutreffen.